# Albert Lebrun

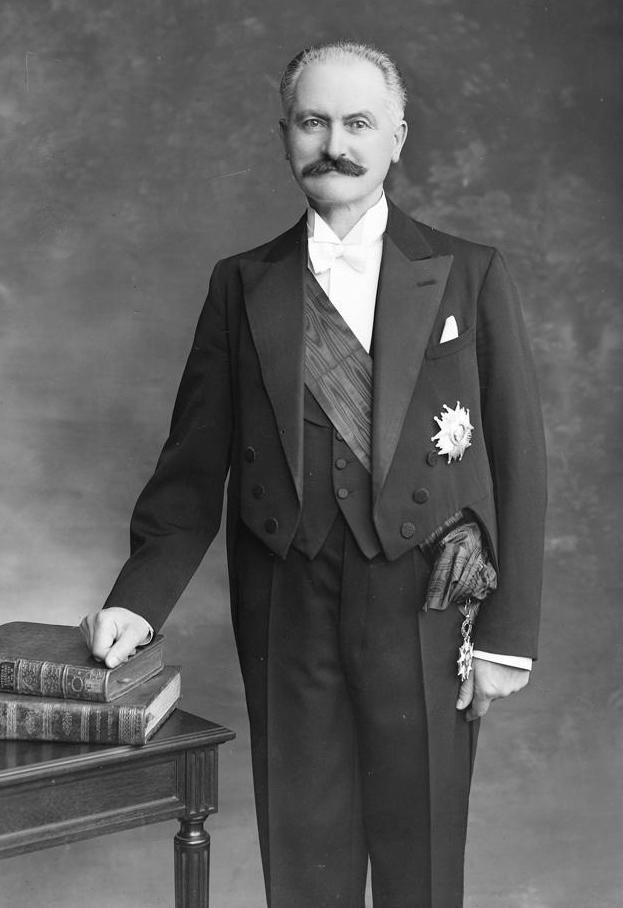
Albert Lebrun (1932)

Albert François Lebrun (* 29. August 1871 in Mercy-le-Haut, Département Moselle; † 6. März 1950 in Paris) war ein französischer Politiker (AD). Er war von 1932 bis 1940 letzter Präsident der Dritten Republik.

## Leben
Der Sohn wohlhabender Grundbesitzer wurde in dem Teil Lothringens geboren, der nach dem Deutsch-Französischen Krieg bei Frankreich blieb. Er besuchte das Lycée in Nancy, schloss die Pariser École polytechnique als Jahrgangsbester ab und studierte bis 1898 Bergbauingenieurwesen an der École nationale supérieure des mines de Paris. Anschließend wurde er in das staatliche Corps des mines übernommen und arbeitete zunächst bei einem Bergwerk in Vesoul (Haute-Saône), dann in Nancy.
Als Gemäßigter Republikaner (Républicain modéré) wurde Lebrun 1898 in den Generalrat des Départements Meurthe-et-Moselle und zwei Jahre später als Abgeordneter desselben Départements in die französische Abgeordnetenkammer gewählt, der er sechs Legislaturperioden bis 1920 angehörte. Zudem war er von 1906 bis 1932 Präsident des Generalrats von Meurthe-et-Moselle. Im Kabinett Caillaux wurde Lebrun 1911 als Minister für die Kolonien erstmals in die Regierung berufen; dieses Amt hatte er (mit einer Unterbrechung) bis Juni 1914 inne. Er wurde in der Spätphase des Ersten Weltkriegs am 23. November 1917 im Kabinett Clemenceau II Minister für die von der deutschen Besatzung befreiten Gebiete im Nordosten Frankreichs (Ministre du Blocus des Régions libérées) und blieb es bis zum 6. November 1919. Vom 20. Januar 1920 bis zum 10. Mai 1932 war der moderate Mitte-rechts-Politiker Senator von Meurthe-et-Moselle. Nach der Wahl des bisherigen Senatspräsidenten Paul Doumer zum französischen Staatspräsidenten wurde Lebrun im Juni 1931 Senatspräsident.
Als Nachfolger des ermordeten Doumer wählten die beiden Parlamentskammern Lebrun am 10. Mai 1932 mit mehr als drei Viertel der Stimmen zum Präsidenten der Französischen Republik. In seine erste siebenjährige Amtszeit fielen im Mai 1936 der Sieg der Linksparteien und die Bildung der Regierung der Volksfront unter der Führung des Sozialisten Léon Blum, dem Lebrun reserviert gegenüberstand. Im April 1939 wurde Lebrun mit 56 Prozent der Stimmen für eine zweite Amtszeit wiedergewählt; sein sozialistischer Gegenkandidat war der ehemalige Arbeitsminister der Volksfrontregierung Albert Bedouce.
Das Deutsche Reich begann am Morgen des 1. September 1939 den Überfall auf Polen; Frankreich reagierte zusammen mit Großbritannien am 3. September mit der Kriegserklärung.

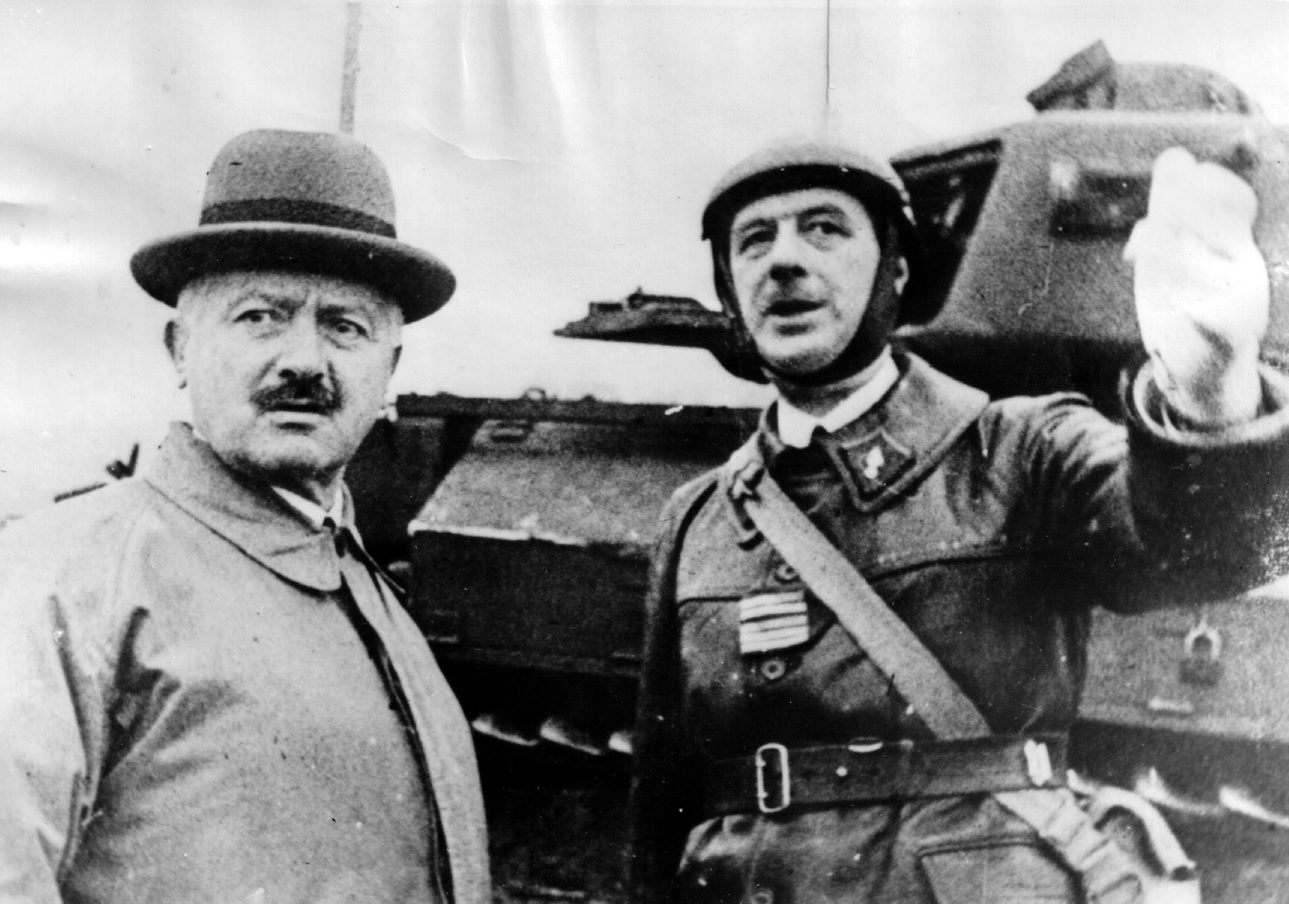
Albert Lebrun und Oberst de Gaulle bei der Präsentation der Panzereinheit der 5. Armee 1939

Nach der militärischen Niederlage Frankreichs gegen Hitler-Deutschland (kapitulationsähnlicher Waffenstillstand 22. Juni 1940) trat Lebrun nicht zurück, verlor aber sein Amt, weil die nach Vichy verlegte Nationalversammlung Marschall Philippe Pétain die gesamte Exekutivgewalt übertrug und diesen ermächtigte, als Chef de l'État français ein neues autoritäres Regime („Vichy-Regime“) zu errichten.
Am 27. August 1943 wurde Lebrun in Vizille (Département Isère) verhaftet. Auch die früheren Ministerpräsidenten Leon Blum, Édouard Daladier, Paul Reynaud und Édouard Herriot sowie der ehemalige Botschafter André François-Poncet wurden von der Gestapo verhaftet, nach Deutschland deportiert und inhaftiert (unter anderem im Schloss Itter in Tirol). 

Nach dem Krieg erfüllten sich seine legalistischen Rückkehrhoffnungen an die Staatsspitze nicht. Er sagte 1945 im Hochverratsprozess gegen Pétain als Kronzeuge aus.

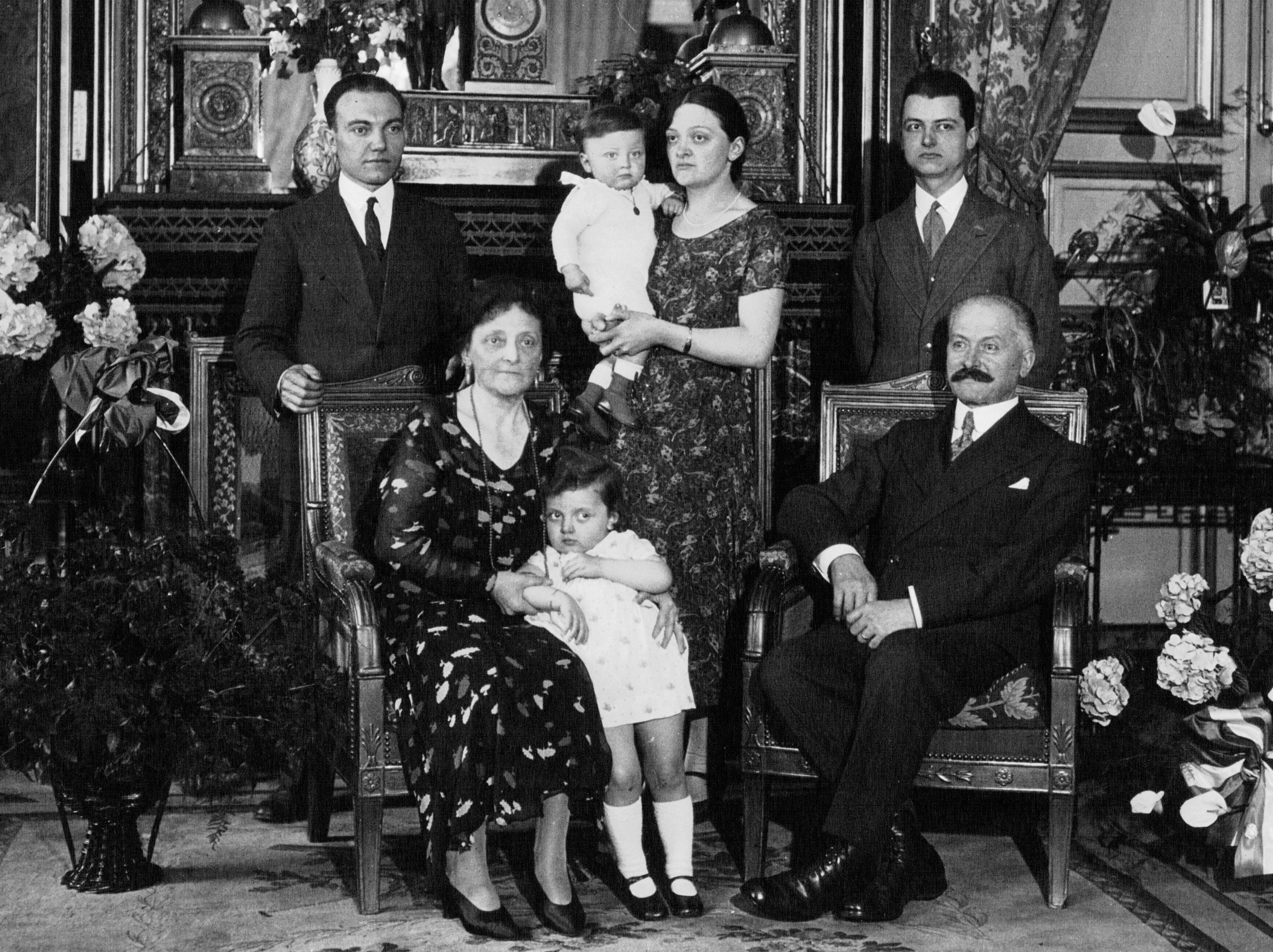
Albert Lebrun und Familie 1932 im Élysée-Palast

Lebrun war ab 1902 mit Marguerite Lebrun (1878–1947) verheiratet. Das Ehepaar hatte zwei Kinder: Jean und Marie Lebrun.

## Auszeichnungen
- Chevalier de la Légion d’honneur 1930
- Grand-croix de la Légion d’honneur 1932
- Grand maître de la Légion d’honneur de 1932 à 1940 als Präsident der Republik
- Christusorden 1935
- Chakri-Orden (Thailand 1934)